# Ignacio Zaqueo I Iwas
Ignacio Zaqueo o Ignacio Zakka I Iwas (en siríaco: ܐܝܓܢܐܛܝܘܣ ܙܟܝ ܩܕܡܝܐ ܥܝܘܐܨ; en árabe: إغناطيوس زكا الأول عيواص,‎, romanizado: Zakkà ‘Īwāṣ), de nombre secular Sanharib Iwas (en árabe: سنحريب عيواص‎; Mosul, Irak, 21 de abril de 1933-Kiel, Alemania, 21 de marzo de 2014) fue un religioso iraquí, patriarca de Antioquía de la Iglesia ortodoxa siríaca.
También conocido por su nombre tradicional episcopal, Severios, fue entronizado como patriarca el 14 de septiembre de 1980 en la Catedral de San Jorge en Damasco. Como es tradicional en la Iglesia siria, Severios adoptó el nombre de Ignacio, en honor de San Ignacio de Antioquía.

## Biografía
Nació el 21 de abril de 1933 en Mosul, Irak. Sus padres lo nombraron Sanharib como el antiguo rey asirio Senaquerib II. Estudió en la Escuela de la Iglesia siríaca ortodoxa de Santo Tomás en Mosul. En 1946 comenzó sus estudios de teología en el seminario de Mor Efrén, donde su nombre de nacimiento fue reemplazado por el de Zakka (Zaqueo). Allí, en 1948, fue ordenado como diácono con el grado de lector. En 1954 tomó los votos monásticos. Salió de Mosul en ese momento para convertirse en secretario de los patriarcas Ignacio Afram I Barsoum e Ignacio Jacob III. En 1955 fue ascendido al rango de diácono.
El 17 de noviembre de 1957 el patriarca Jacob III le ordenó sacerdote y, dos años más tarde, le dio la cruz pectoral como archimandrita. En 1960 completó sus estudios en Nueva York, donde estudió lenguas orientales y completó un máster en inglés en la Universidad de la Ciudad y otro en teología pastoral en el Seminario Teológico General.
Entre 1962 y 1963 fue delegado por el patriarca como observador en el Concilio Vaticano II. El 17 de noviembre de 1963 fue consagrado obispo metropolitano de Mosul. Como es tradición en la Iglesia siria, tomó un nombre episcopal, Severios. En 1969 fue nombrado arzobispo de Bagdad y Basora. Nueve años más tarde, se le dio la responsabilidad adicional de la nueva diócesis de Australia. 
Tras la muerte del patriarca Jacob III el 25 de junio de 1980 fue elegido por el Santo Sínodo de la Iglesia siria como el 122.º patriarca de Antioquía, cargo en el que fue entronizado el 14 de septiembre por Baselios Paulose II, Catholicós de Oriente, en la Catedral Patriarcal de San Jorge en Damasco. Tomó entonces el nombre de Ignacio Zaqueo I. Como patriarca participó en el diálogo ecuménico y fue presidente del Consejo Mundial de Iglesias. 
Fue miembro de diferentes academias de Oriente y Occidente y ha escrito varios libros sobre educación cristiana, teología, historia y cultura, en siríaco, árabe e inglés. Estableció un seminario monástico, el Monasterio de San Efrén el Sirio, en Marret Sednaya; inaugurado el 14 de septiembre de 1996, este monasterio forma parte de un proyecto más amplio que incluirá diferentes centros e instalaciones. El patriarca Zakka recibió al Papa Juan Pablo II cuando este visitó Siria en 2001. La reunión tuvo lugar el 6 de mayo en la Catedral Patriarcal de San Jorge en Bab Touma. Al año siguiente, instaló a Dionisio Tomás, el presidente del Sínodo Episcopal de la Iglesia India, como catolicós, con el nombre Basilio Tomás I.
Su patriarcado fue de 33 años y medio, el décimo más largo de la historia de la Iglesia siríaca. Murió el 21 de marzo de 2014, tras sufrir un paro cardíaco mientras estaba en Alemania para recibir un tratamiento médico.